# Mario Opinato
Mario Opinato (Catania, 26 luglio 1964) è un attore italiano.

## Filmografia

### Cinema
- Double Team - Gioco di squadra (Double Team), regia di Tsui Hark (1997)
- La dea del successo (The Muse), regia di Albert Brooks (1999)
- Texas 46, regia di Giorgio Serafini (2002)
- Il cartaio, regia di Dario Argento (2004)
- Mary, regia di Abel Ferrara (2005)
- L'aria del lago, regia di Alberto Rondalli (2007)
- 2047 - Sights of Death, regia di Alessandro Capone (2014)
- Tutti i soldi del mondo (All the Money in the World), regia di Ridley Scott (2017)

### Televisione
- Erotic Confessions - regia di Peter Gathings Bunche (1997)
- Beautiful - registi vari - Soap opera (1997)
- Days of Our Lives - registi vari - Soap opera (1997-1998)
- Martial Law - regia di Terrence O'Hara (2000)
- La squadra - registi vari (2000)
- Doppio agguato - regia di Renato De Maria (2003)
- Orgoglio - regia di Vittorio De Sisti e Giorgio Serafini (2004)
- Don Matteo 4 - regia di Andrea Barzini (2004)
- Imperium: Nerone - regia di Paul Marcus (2004)
- Paolo Borsellino - regia di Gianluca Maria Tavarelli (2004)
- Empire - regia di John Gray e Kim Manners (2005)
- Distretto di Polizia 5, regia Lucio Gaudino – serie TV, episodio 5x01 (2005)
- Il giudice Mastrangelo - regia di Enrico Oldoini (2005)
- Un caso di coscienza 2 - regia di Luigi Perelli (2005)
- A voce alta - regia di Vincenzo Verdecchi (2006)
- Papa Luciani: Il sorriso di Dio - regia di Giorgio Capitani (2006)
- Senza via d'uscita: Un amore spezzato - regia di Giorgio Serafini (2007)
- Distretto di Polizia 7, regia di Alessandro Capone – serie TV, episodio 7x15 (2007)
- Il bene e il male - regia di Giorgio Serafini (2009)
- R.I.S. 5 - Delitti imperfetti, regia di Fabio Tagliavia – serie TV, episodio 5x16 (2009)
- Intelligence - Servizi & segreti - regia di Alexis Sweet (2009)
- Il falco e la colomba - regia di Giorgio Serafini (2009)